# Gurania tricuspidata
Gurania tricuspidata är en gurkväxtart som beskrevs av Célestin Alfred Cogniaux. Gurania tricuspidata ingår i släktet Gurania och familjen gurkväxter. Inga underarter finns listade i Catalogue of Life.